# 5024 Bechmann
5024 Bechmann eller 1985 VP är en asteroid i huvudbältet som upptäcktes den 14 november 1985 av den danska astronomen Poul Jensen vid Brorfelde-observatoriet. Den är uppkallad efter Poul Bechmann.
Asteroiden har en diameter på ungefär 26 kilometer och den tillhör asteroidgruppen Hanskya.